# Seliminovo
Seliminovo (Bulgaars: Селиминово) is een dorp in Bulgarije. Het is gelegen in de gemeente Sliven, oblast  Sliven en telde op 31 december 2018 zo’n 1.583 inwoners.

## Bevolking
Op 31 december 2018 telde het dorp zo’n 1.583 inwoners. De afgelopen jaren neemt de bevolking, als gevolg van het hoge geboortecijfer onder de Roma, weer toe.
| dorp Seliminovo | 1.170 | 1.378 | 1.504 | 1.589 | 1.512 | 1.510 | 1.430 | 1.361 | 1.481 | 1.583 |

De grootste bevolkingsgroep in het dorp vormen de etnische Roma (57,6%), gevolgd door etnische Bulgaren (40,5%). Het christendom is de grootste religie in het dorp.

## Ligging
Het dorp Seliminovo ligt in de lagere delen van het Balkangebergte. In het zuiden grenst het dorp aan de Sredna Gora-berg. Seliminovo ligt op 15 km afstand van de regionale hoofdstad Sliven.  De rivier de Toendzja passeert het dorp en 15 km ten westen ervan ligt de dam van Zhrebtsjevo. 

## Voorzieningen
Er is een school in het dorp, die in 1878 is opgericht. Verder is er ook een kerk, die uit 1904 dateert. Het dorp staat bekend om zijn perziken. Verder houden inwoners zich ook bezig met het telen van wijnstokken en appels.
1. ↑  Information for the population of village of Seliminovo, Sliven municipality, Haskovo district
ID at EKATTE - 66041  geraadpleegd 7 november 2019